# NGC 7826
NGC 7826 is een open sterrenhoop in het sterrenbeeld Walvis. Het hemelobject werd op 9 december 1784 ontdekt door de Duits-Britse astronoom William Herschel.

## Synoniemen
- ESO 538-**19